# Citattecken
Citattecken, även citationstecken eller anföringstecken, är en uppsättning typografiska tecken med flera användningsområden. Tecknen används för att markera citat och verktitlar och för annan särmarkering av ord eller fraser.
Ett citattecken kan ha ett antal olika utseenden. I svenskan är ” den vanligaste formen i tryckt text, och där används samma variant både före och efter det citerade/markerade. Andra språk- och skriftvarianter inkluderar användning av », 
«,  
›, 
‹, 
", 
„, 
“, 
‚, 
‘,
’, 
' och 
‘. 
Det raka citattecknet, ", har via skrivmaskiner och persondatorer blivit en vanlig variant, trots att den sällan rekommenderas för vårdad text.

## Tecken

### Raka citattecken
| Enkla | Dubbla |
| ----- | ------ |
| '     | "      |

Skrivmaskiner och tangentbord ger oftast direkt tillgång endast till raka citattecken. De används i källkod, data- och konfigurationsfiler och andra dokument där typografin saknar betydelse eller bestäms skilt, liksom i dokument utan genomtänkt typografi. Av särskilda orsaker kan de användas också i andra sammanhang.
Typografiskt korrekta citattecken finns i allmänhet tillgängliga som tangentkombinationer (ofta med Alt-, Alt Gr- eller Compose-tangent), via menyer eller som kortkommandon.

### Typografiska (sneda) citattecken
| Enkla | Dubbla |
| ----- | ------ |
| ’     | ”      |
| ‘     | “      |

Sneda citattecken kallas också typografiska citattecken. Det finns tre varianter: upphöjda, som ser ut som sexor eller nior, samt nedsänkta, som ser ut som nior. Av dessa ska endast de som är upphöjda och ser ut som nior enligt Svenska skrivregler normalt användas i svenskan för att till exempel markera inledning och avslutning av ett citat. De kallas i typografisk litteratur typografiska eller riktiga citattecken. Dessa bör ej förväxlas med tecknen ′ (primtecknet) och ″ (dubbelprimtecknet), som är tecken för fot och minut respektive tum och sekund. I svensk text används samma citattecken för att inleda och avsluta ett citat, till skillnad från till exempel engelskspråkiga texter. På andra språk kan de nedsänkta niorna få inleda ett citat, och de upphöjda sexorna inleda eller avsluta citat; kombinationerna är många.
Via datortangentbord erhålles typografiska citattecken generellt genom att skriva:
- Linux: Tryck på tangenterna AltGr+B samtidigt för dubbelt typografiskt citattecken (”). AltGr+shift+B ger enkelt (’). För vänsterställda citattecken (” respektive ‘) byts B ut mot V i kombinationerna.[förtydliga]
- Macintosh: Tryck på tangenterna alternativ+skift+M, eller alternativ+skift+2.
- Windows: Håll ned Alt-tangenten och skriv 0148 på det numeriska tangentbordet.

Moderna ordbehandlingsprogram ändrar ofta raka citattecken automatiskt till sneda citattecken. Manuell inmatning av sneda citattecken i programmet Microsoft Word görs med endera tangentbordskombinationen Ctrl+* eller Skift+2 (under Microsoft Windows), samt Alt+Skift+2 eller Alt+Skift+M (under Mac OS). Nyare versioner av Microsoft Word klarar av att automatiskt anpassa efter det språk som används, om man installerat stöd för det språket.
Vid skapande av webbsidor skrivs HTML-koden &rdquo; .

### Vinkelcitattecken
| Enkla | Dubbla |
| ----- | ------ |
| › ‹   | » «    |

Dubbla vinkelcitattecken kallas ibland efter fransk förebild guillemet (ej att förväxla med guillemot, som är det franska namnet på fågeln grissla). Den typografiska facktermen är gåsögon (oftast endast använt i pluralis). Tidigare användes på svenska endast det som riktas åt höger, men det är numera vanligt att på samma sätt som på danska och engelska låta dem riktas in mot den markerade texten. På en del andra språk, som franska och norska, är de istället riktade ut från ordet eller frasen som citeras, likt en parentes: « Je m'appelle Louis. » . Som framgår av exemplet skiljs de dessutom från den mellanliggande texten av mellanslag.
Se även: Vinkelparentes

### 「 och 」
I japanska, kinesiska och koreanska används dessa citattecken när man skriver vertikalt. Användning mellan språken skiljer sig dock i horisontell text.
「」﹁﹂
De finns även i dubbelvariant: 『』﹃﹄
De används även vid utskrivningar av namn på olika typer av verk, likt kursivering i engelska.

## Användningsområden
I svensk text används normalt endast de högerställda tecknen ” och ’. Gåsögon används mer sällan, men då används i moderna texter vanligen båda vänster- och högerställda tecken. Citattecken används för att framhäva element i den löpande texten som befinner sig på en annan nivå än den övriga texten, till exempel citat, repliker eller uttryck.

### Dubbla citattecken
Dubbla citattecken används för att markera citat:
Jesus sade: ”Saliga är de som sörjer, de skall bli tröstade.”
Om citatet innehåller ett citat skrivs citattecknen kring det inre citatet om till enkla citattecken (apostrofer):
Prästen predikade: ”Minns att Jesus sade: ’Saliga de som sörjer, de skall bli tröstade.’”
Placeringen av citattecknet vid citat är normalt före skiljetecknet, om inte citatet utgör hela meningen, då citattecknet placeras efter skiljetecknet (se exemplen ovan).
Citattecken används även för att markera ett ord där man vill fästa uppmärksamheten vid att själva ordet används på ett ovanligt sätt eller att ordet ges en betydelse det vanligtvis inte har, ibland med en ironisk underton:
Hon är ett ”lokomotiv”, en drivande kraft i företaget.
”Bra” jobbat, du släppte just in grannkatten i huset.
Även nya uttryck i språket omges med citattecken, till exempel tillfälliga konstruktioner och så kallade citatlån:
Han ansågs allmänt vara en ”drageur”, det vill säga en kvinnotjusare.
Den här typen av ”fulredigeringar” är ett oskick som måste stävjas.
Däremot bör citattecken inte användas för att framhäva ett ords betydelse eller vikt rent generellt, eftersom detta lätt kan misstolkas som ironi. Om ett visst ord i en mening ska framhävas innehållsmässigt rekommenderas kursivering eller halvfet stil:
Dags för föreningens årliga ”vårfest”!
Dags för föreningens årliga vårfest!
Alla föreningens medlemmar ”måste” ta med sig en sopskyffel!
Alla föreningens medlemmar måste ta med sig en sopskyffel!
Citattecken används för att markera enskilda titlar i till exempel ett diktverk eller en låt från ett skivalbum.
Jag har äntligen läst dikten ”En morgondröm” ur Gustaf Frödings Stänk och flikar.
”Hallelujah” av Leonard Cohen finns på hans album Various Positions.
Dubbla citattecken kan också användas för att markera upprepningar i listor, tabeller och förteckningar:
Specifikation       Beställare        Pris
Altartavla          Lars Hansson      1:50
Predikstol              ”             0:75
För att beteckna sådana upprepningar kan man dock också använda ett nedflyttningstecken 〃 (Unicode-nummer U+3003) som aldrig ska användas som citattecken:
Specifikation       Beställare        Pris
Altartavla          Lars Hansson      1:50
Predikstol              〃            0:75

### Enkla citattecken
Enkla citattecken används för att ange citat i ett citat (se dubbla citattecken ovan). De används också för att ange betydelse:
Det svenska dialektordet no, ’ho’, är etymologiskt identiskt med det grekiska ναύς, ’skepp’.
Samma tecken används också som apostrof.

### Vinkelcitattecken
Vinkelcitattecken kan användas på samma sätt som dubbla citattecken, men är sällsynta i svensk text. I sina riktlinjer Svenska skrivregler skriver Språkrådet att det i svenskan är vanligast att använda högerställda vinkelcitattecken för att både inleda och avsluta ett citat (»…»). I nyare svensk litteratur är emellertid gåsögon med inåtvända spetsar (»…«) med stor sannolikhet vanligare. Oavsett skrivsätt bör man dock observera att vänsterställt vinkelcitattecken («) aldrig används för att inleda ett citat på svenska. (Här har använts dubbla vinkelcitattecken i exemplen, men samma regler gäller för enkla vinkelcitattecken, alltså ›...› och ›...‹)

## Citattecken i andra språk
Citation (att citera) sker på liknande sätt i de flesta språk. De största skillnaderna ligger i valet av tecken och i hur citattecknet placeras i förhållande till skiljetecken. En sammanställning över olika skillnader i val och placering av tecken finns i slutet av denna artikel.

### Danska och norska
I danskan och norskan används vanligen vinkelcitattecken, högerställda till vänster och vänsterställda till höger för danskan och tvärtom för norskan. När raka citattecken används följer danskan det tyska systemet och norskan det engelska systemet.

### Engelska
På engelska används omvända citattecken till vänster om citatet. En minnesregel för detta är 66–99, som speglar citattecknens form.
She said to me “Martin Luther King said: ‘I have a dream …’”
Brittisk och amerikansk engelska har olika regler för användning av citattecken. På brittisk engelska används i regel enkla citattecken, och skiljetecken sätts alltid utanför det citerade, förutom när de hör till citatet:
‘I love Ottolenghi’s creative use of cumin seeds in his cooking’, said Jay Rayner.
Obama has said about Donald Trump that ‘as a general rule, I don’t pay attention to Mr. Trump’s tweets.’
På amerikansk engelska används däremot alltid dubbla citattecken. Skiljetecken sätts i allmänhet innanför citattecknen, även när de inte hör till citatet:
“Good morning, Dave,” said HAL.

### Franska
Franskan avviker från de flesta språk i det att blanksteg skrivs mellan citattecknen och citatet:
« mot »
På samma sätt återges citat i ett citat.
« … « mot » … »
Samma sak gäller kolon (:), som också ska föregås av ett blanksteg.
Exempel: Le garçon dit : Allons enfants ...
Detta gäller även semikolon (;).

### Japanska
「…」 eller
﹁
︰
﹂
『…』 eller
﹃
︰
﹄

### Spanska
Vilka citattecken (comillas) som används är lite beroende på vilken läsekrets man vänder sig till. I texter som vänder sig till spansk miljö används gåsögon (« ») (vända utåt) och i texter som vänder sig mer till den anglosaxiska världen används de engelska tecknen (minnesregel: 66-99). I texter med citat i citat föredras följande ordningsföljd: « “ ‘ ’ ” »

### Tyska
I tyskan används nedsänkta sneda citattecken i början av citatet, och precis tvärtom det engelska sättet att citera; det vill säga så är minnesregeln 99–66:
Sie fragte mich: „Hast du den Zeitungsartikel ‚EU-Erweiterung‘ gelesen?“
Samma sätt att citera används även på ryska, bulgariska, danska och isländska.

## I datorer
I kommandon, källkod, och data- och konfigurationsfiler används ofta raka citattecken som syntaktiska element, för att skilja mellan variabelnamn och textsträngar, eller för att hindra att ingående tecken (såsom blankslag) uppfattas som syntaktiska element.
I teckenuppsättningen ASCII, som finns med som en del i de flesta teckenuppsättningar, och därmed kan skrivas i de flesta språk utan vidare, finns följande tecken som i olika utsträckning används som citattecken:
| Tecken | Nummer | Unicode-nummer | Unicode-namn                         |
| ------ | ------ | -------------- | ------------------------------------ |
| "      | 34     | U+0022         | Quotation mark (citattecken)         |
| '      | 39     | U+0027         | Apostrophe (apostrof)                |
| <      | 60     | U+003C         | Less-than sign (mindre än-tecken)    |
| >      | 62     | U+003E         | Greater-than sign (större än-tecken) |
| `      | 96     | U+0060         | Grave accent (grav accent)           |

Det är dessa som finns direkt på tangentbordet.
I Latin-1, som ger stöd för väst- och nordeuropeiska språk, finns dessutom:
| Tecken | Nummer | Unicode-nummer | Unicode-namn                                                                        |
| ------ | ------ | -------------- | ----------------------------------------------------------------------------------- |
| «      | 0171   | U+00AB         | Left-pointing double angle quotation mark (vänsterställt dubbelt vinkelcitattecken) |
| »      | 0187   | U+00BB         | Right-pointing double angle quotation mark (högerställt dubbelt vinkelcitattecken)  |
| ´      | 0180   | U+00B4         | Acute accent (akut accent)                                                          |

I Unicode finns ovanstående tecken och dessutom åtskilliga ytterligare citattecken och liknande matematiska symboler:
| Tecken | Nummer | Unicode-nummer | Unicode-namn                                                                       |
| ------ | ------ | -------------- | ---------------------------------------------------------------------------------- |
| ‘      | 8216   | U+2018         | Left single quotation mark (vänsterställt enkelt citattecken)                      |
| ’      | 8217   | U+2019         | Right single quotation mark (högerställt enkelt citattecken)                       |
| ‚      | 8218   | U+201A         | Single low-9 quotation mark (enkelt lågt 9-citattecken)                            |
| ‛      | 8219   | U+201B         | Single high-reversed-9 quotation mark (enkelt högt bakvänt 9-citattecken)          |
| “      | 8220   | U+201C         | Left double quotation mark (vänsterställt dubbelt citattecken)                     |
| ”      | 8221   | U+201D         | Right double quotation mark (högerställt dubbelt citattecken)                      |
| „      | 8222   | U+201E         | Double low-9 quotation mark (dubbelt lågt 9-citattecken)                           |
| ‟      | 8223   | U+201F         | Double high-reversed-9 quotation mark (dubbelt högt bakvänt 9-citattecken)         |
| ＂     | 65282  | U+FF02         | Fullwidth quotation mark (citattecken med full bredd)                              |
| ＇     | 65287  | U+FF07         | Fullwidth apostrophe (apostrof med full bredd)                                     |
| ′      | 8242   | U+2032         | Prime (primtecken)                                                                 |
| ″      | 8243   | U+2033         | Double prime (dubbelprimtecken)                                                    |
| ‴      | 8244   | U+2034         | Triple prime (trippelprimtecken)                                                   |
| ‵      | 8245   | U+2035         | Reversed prime (omvänt primtecken)                                                 |
| ‶      | 8246   | U+2036         | Reversed double prime (omvänt dubbelprimtecken)                                    |
| ‷      | 8247   | U+2037         | Reversed triple prime (omvänt trippelprimtecken)                                   |
| ‹      | 8249   | U+2039         | Single left-pointing angle quotation mark (vänsterställt enkelt vinkelcitattecken) |
| ›      | 8250   | U+203A         | Single right-pointing angle quotation mark (högerställt enkelt vinkelcitattecken)  |

Det finns några andra positioner i Unicode som kallas "kombinerande markeringar" (engelska combining marks) som ser ut som citattecken, men de är istället avsedda att skapa diakritiska tecken, till exempel att förvandla a till à eller o till ő, och ska inte användas ensamma. De användes på skrivmaskiner, där antalet tangenter var begränsat: när man skulle representera tecken som é eller à löste man detta genom att kombinera ett tecken med ett annat: ´+e respektive `+a. Samma metod användes också med dator (med ett backsteg mellan tecknena). I Unicode skulle självständiga diakritiska tecken inte behövas för språk som svenska och franska, då de kombinerade tecknen (à, é etc.) också finns med, men de har behållits av tekniska orsaker och med tanke på språk med väldigt många kombinationer.

## Vid radiotelegrafering
I morsealfabetet finns visserligen kod för anföringstecken ( — ——— — — ——— — ), men det tecknet accepteras inte i alla nät. (En utbildningsfråga för telegrafisterna.) I dessa fall sänder man i klartext QUOTE vid citatets början, och UNQUOTE när citatet är slut.

## Tabell över olika citeringskonventioner
I följande tabell beskrivs olika sätt att använda citattecken utifrån en svenskt perspektiv:
| Tecken | Beskrivning | Kommentarer |
| ------ | --- | --- |
| 'O'    | Enkelt rakt citattecken, fot- eller primtecken                                                                                              | Används om sneda citattecken inte är tillgängliga, exempelvis i källkod eller i texter producerade på mekanisk skrivmaskin                                  |
| "O"    | Dubbelt rakt citattecken, tum- eller dubbelprimtecken.                                                                                      | Används om sneda citattecken inte är tillgängliga, exempelvis i källkod eller i texter producerade på mekanisk skrivmaskin                                  |
| ’O’    | Svensk, finsk och ungersk citering Enkelt citattecken, sneda tecken. Placeras i exponentläge.                                               | Citatet inleds och avslutas med '9' |
| ”O”    | Svensk, finsk citation Dubbelt citattecken, sneda tecken Placeras i exponentläge.                                                           | Citatet inleds och avslutas med '99' Typografisk standard i Sverige                                                                                         |
| ›O›    | Enkla gåsögon | Inledande och avslutande citattecken högervända. Används i Sverige                                                                                          |
| »O»    | Dubbla gåsögon | Inledande och avslutande citattecken högervända. Används i Sverige                                                                                          |
| ‹O›    | Norsk citation Enkla gåsögon | Inledande citattecken vänstervänt, avslutande högervänt. Inget mellanslag mellan text och citattecken. Används inte i Sverige                               |
| «O»    | Norsk citation Dubbla gåsögon | Inledande citattecken vänstervänt, avslutande högervänt. Inget mellanslag mellan text och citattecken. Typografisk standard i Norge. Används inte i Sverige |
| ‘O’    | Engelsk citation Enkelt citattecken, sneda tecken. Placeras i exponentläge.                                                                 | Citatet inleds med '6' och avslutas med '9' |
| “O”    | Engelsk citation Dubbelt citattecken, sneda tecken. Placeras i exponentläge.                                                                | Citatet inleds med '66' och avslutas med '99'. Förekommer även i Norge.                                                                                     |
| ‚O‘    | Tysk citation Enkelt citattecken, sneda tecken. Inledande citattecken i indexläge, avslutande i exponentläge                                | Citatet inleds med '9' och avslutas med '6' |
| „O“    | Tysk, dansk och alternativa norska citation Dubbelt citattecken, sneda tecken. Inledande citattecken i indexläge, avslutande i exponentläge | Citatet inleds med '99' och avslutas med '66' Typografisk standard i Danmark                                                                                |
| ‚O’    | Polsk citation Enkelt citattecken, sneda tecken. Inledande citattecken i indexläge, avslutande i exponentläge                               | Citatet inleds och avslutas med '9' |
| „O”    | Polsk och ungersk Dubbelt citattecken, sneda tecken. Inledande citattecken i indexläge, avslutande i exponentläge                           | Citatet inleds och avslutas med '99' |
| ‹ O ›  | Fransk citation Enkla gåsögon | Inledande citattecken vänstervänt, avslutande högervänt. Mellanslag mellan text och citattecken. Används inte i Sverige                                     |
| « O »  | Fransk citation Dubbla gåsögon | Inledande citattecken vänstervänt, avslutande högervänt. Mellanslag mellan text och citattecken. Används inte i Sverige                                     |
| ›O‹    | Enkla gåsögon | Inledande citattecken högervänt, avslutande vänstervänt. Förekommer även i Sverige                                                                          |
| »O«    | Dubbla gåsögon | Inledande citattecken högervänt, avslutande vänstervänt. Förekommer även i Sverige                                                                          |